# 闫光宇
闫光宇（1984年7月17日—），网络评论员，山西团省委学校部副部长，中国社会科学院国家与意识形态研究员、中国青年政治学院客座教授、中国青少年新媒体协会理事。2015年至2019年，其任中国共产主义青年团中央委员会宣传部网络舆论处副处长，共青团中央新媒体平台负责人之一。其著名作品有《当前意识形态形势》、《不能用刀叉否定筷子》、《我们为什么要站队列》、《关于雷锋的九大谣言》、《TG有点甜》等，常年在全国各地主讲舆情引导培训课程。网络话题正能量话题“中国制造日”、“中国华服日”发起人，网络青晚的策划人。网络思想课程《黑魔法防御》、“青年网络公开课”、《TG有点甜》、《天行健》等各类网络文化产品的主创者。